# Scuderia Lupini
La Scuderia Lupini è stata una squadra motoristica italiana, fondata da Gigi Lupini, che ha partecipato in una sola occasione a una gara di Formula 1, il Gran Premio del Sudafrica svoltosi il 28 dicembre 1963.

## Storia
La sua unica vettura, con il numero 23, era una Cooper T51, con motore Maserati e gommata Dunlop, guidata dal pilota sudafricano John Trevor Blokdyk. Partito in 19ª posizione sulla griglia, Blokdyk concluse il gran premio in 12ª posizione, a 8 giri dal vincitore Jim Clark.
La scuderia partecipò anche a una gara nel Campionato sudafricano nel 1961, con John Love, ed ha partecipato, tra il 1962 e il 1963, a vari Gran Premi africani non validi per i campionati mondiali, schierando lo stesso Trevor Blokdyk, Bruce Johnstone e Doug Serrurier.

## Risultati completi in Formula 1
| Anno | Vettura | Motore   | Gomme | Piloti              |  |  |  |  |  |  |  |  |  |    |  |  |  |  |  |  |  |  |  |  |  |  |  |  | Punti | Pos. |
| ---- | ------- | -------- | ----- | ------------------- |  |  |  |  |  |  |  |  |  | -- |  |  |  |  |  |  |  |  |  |  |  |  |  |  | ----- | ---- |
| 1963 | Cooper  | Maserati | D     | John Trevor Blokdyk |  |  |  |  |  |  |  |  |  | 12 |  |  |  |  |  |  |  |  |  |  |  |  |  |  | 0     |      |